# Hippolyte Fierens-Gevaert

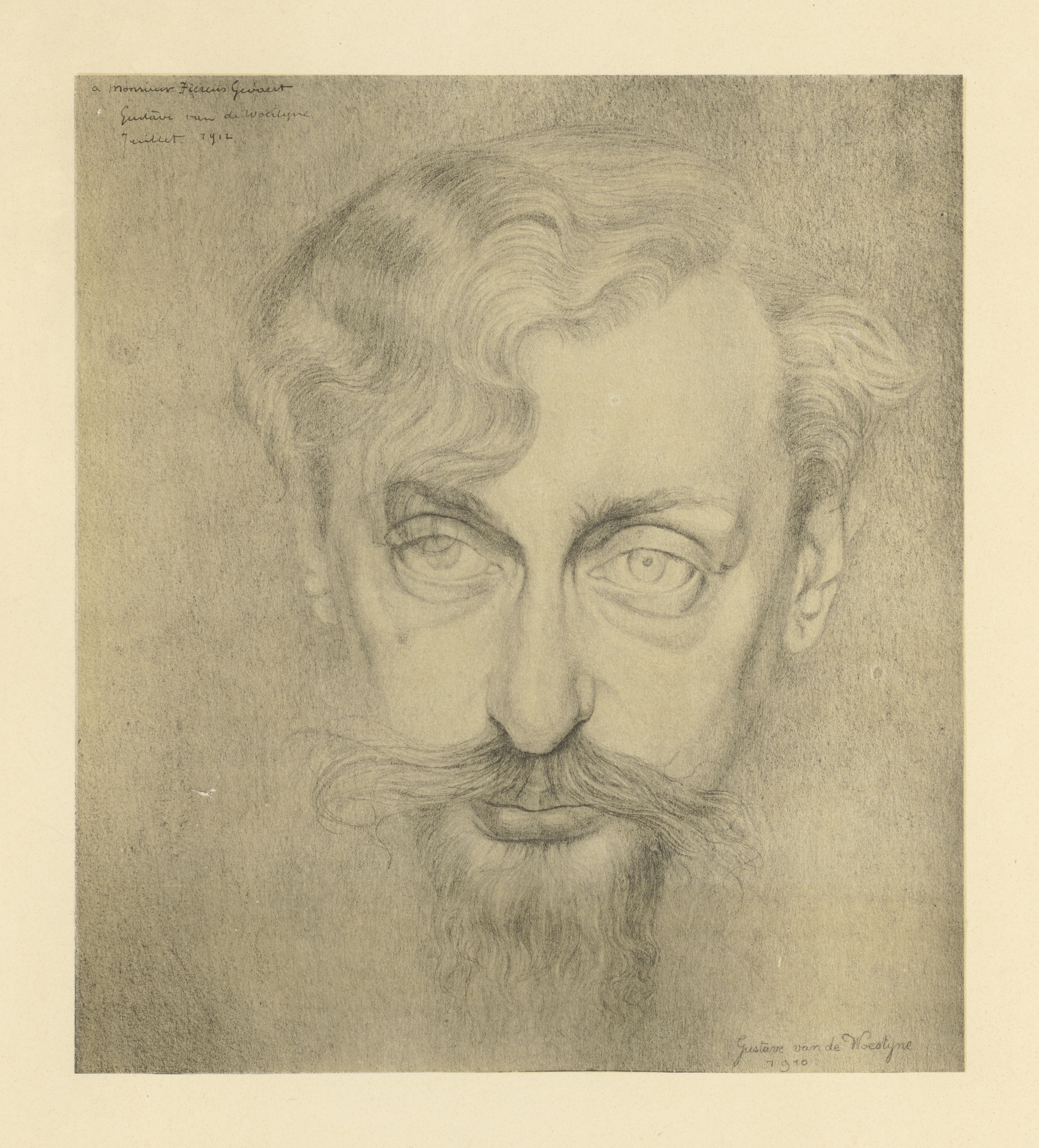
Portret in litho door Gustave van de Woestyne (1910)

Hippolyte Fierens-Gevaert (Brussel, 1870 - Luik, 16 december 1926) was een Belgisch kunsthistoricus, conservator en zanger.

## Leven
Fierens studeerde in 1890 aan het Conservatorium van Brussel en behaalde de eerste prijs in zang. Datzelfde jaar trouwde hij met Jacqueline Gevaert, dochter van de beroemde muzikant François-Auguste Gevaert (1828-1908). Daarna vervoegde hij de Opera van Rijsel, maar een ongelukkig stemaccident maakte een einde aan zijn zangcarrière. Hij trok naar Parijs en begon er opnieuw als journalist, criticus en schrijver, onder meer publicerend in het Journal des débats. Zijn naam wijzigde hij in Fierens-Gevaert, naar zijn vrouw.
In 1902 keerde hij naar België terug om professor esthetica en kunstgeschiedenis te worden aan de Universiteit van Luik. Hij werkte mee aan de oprichting van de Société des cours d'art et d'archéologie in Brussel en ging er eveneens doceren. Hij trad in 1914 toe tot het bestuur van de Brusselse Musea voor Schone Kunsten en werd er na de Eerste Wereldoorlog hoofdconservator. Voor de Van-Eyck-Bouts-tentoonstelling haalde hij het pas gerepatrieerde Lam Gods naar Brussel (1920). Zijn studie over Les Très Belles Heures du Duc de Berry leverde hem in 1925 de vijfjaarlijkse staatsprijs op. Het volgende jaar overleed hij op 56-jarige leeftijd.

## Werk
- Essai sur l'art contemporain, 1897
- La tristesse contemporaine. Essai sur les grands courants moraux et intellectuels du XIXe siècle, 1899
- Psychologie d'une ville. Essai sur Bruges, 1901
- L'Hôtel de ville de Paris, 1902
- Van Dyck, 1903
- Nouveaux essais sur l'art contemporain, 1903
- Jordaens. Biographie critique, 1905
- Études sur l'art flamand. La Renaissance septentrionale et les premiers maîtres des Flandres, 1905
- L'Art au XXe siècle et son expression en Belgique, 1907
- La peinture en Belgique, musées, églises, collections, etc. Les Primitifs Flamands, 2 dln., 1908-09
- La peinture au Musée ancien de Bruxelles, 1913
- Catalogue de l'Exposition Van Eyck-Bouts à Bruxelles en 1920, 1921
- Les Très Belles Heures de Jean de France, duc de Berry, 1924
- Histoire de la peinture flamande des origines à la fin du XVe siècle, 3 dln., 1927-29 (derde deel afgewerkt door zijn zoon Paul Fierens)